# Ключи (городской округ Семёновский, у д. Пафнутово)
Ключи́ — деревня в городском округе Семёновский. Входит в состав Пафнутовского сельсовета.

## Описание
Расположена в 1 км от административного центра сельсовета — Пафнутово и 54 км от областного центра — Нижнего Новгорода.

## География
Деревня расположена на левом берегу реки Линды.

## Население
| 2010 |
| ---- |
| 14   |